# Purley on Thames
Purley on Thames – wieś i civil parish w Anglii, w hrabstwie ceremonialnym Berkshire, w dystrykcie (unitary authority) West Berkshire. Leży 6 km na północny zachód od centrum miasta Reading i 64 km na zachód od centrum Londynu. W 2011 roku civil parish liczyła 4394 mieszkańców. Purley jest wspomniana w Domesday Book (1086) jako Porlai/Porlei.